# Wabamun (Alberta)
Wabamun est un village (village) du Comté de Parkland, situé dans la province canadienne d'Alberta.

## Démographie
En tant que localité désignée dans le recensement de 2011, Wabamun a une population de 661 habitants dans 265 de ses 295 logements, soit une variation de 10.0% avec la population de 2006. Avec une superficie de 3,244 0 km2, village possède une densité de population de 203,760 8 hab/km2 en 2011.
Concernant le recensement de 2006, Wabamun abritait 601 habitants dans 244 de ses 252 logements. Avec une superficie de 3,243 9 km2, village possédait une densité de population de 185,3 hab/km2 en 2006.
| 2001 | 2006 | 2011 | 2016 |
| ---- | ---- | ---- | ---- |
| 601  | 601  | 661  | 682  |